# Salvatierra (comarca)
Salvatierra, també coneguda com a Comtat de Salvatierra, és una comarca de la província de Salamanca (Castella i Lleó). Els seus límits no es corresponen amb una divisió administrativa, sinó amb una denominació històric-tradicional. Limita amb el Campo de Salamanca al nord, amb la Tierra de Alba i l'Alto Tormes a l'est, amb la Sierra de Béjar al sud i amb Entresierras a l'oest. Ocupa una superfície territorial de 256.95 km².
Comprèn 8 municipis: Aldeavieja, Berrocal de Salvatierra, Fuenterroble de Salvatierra, Guijuelo, Montejo, Pedrosillo, Pizarral i Salvatierra de Tormes. La capital històrica del territori és Salvatierra de Tormes però sens dubte la capital econòmica o centre neuràlgic és Guijuelo.
Navarredonda de Salvatierra és actualment una pedania de Frades de la Sierra (comarca d'Entresierras) però no per això deixa de formar part de la comarca de Salvatierra. En el cas contrari trobem els municipis de Casafranca i La Tala, que encara històricament es van integrar a la comarca de Salvatierra, avui formen part de les comarques d'Entresierras i l'Alto Tormes respectivament. Això passa per diferents motius. La Tala ha quedat separada per l'embassament de Santa Teresa mentre que Casafranca ha passat a autoconsiderarse part d'Entresierras.